# María Cristina Brítez
María Cristina Brítez (Montecarlo, 5 de marzo de 1981) es una abogada, política de ideología Kirchnerista y exdiputada Nacional por Misiones primero en el período 2015-2019 por el Frente para la Victoria y luego entre 2019-2023 por el Frente de Todos.

## Reseña biográfica
María Cristina Brítez fue Diputada Nacional por la provincia de Misiones, iniciando en 2015  por el bloque del Frente para la Victoria (FpV), hasta 2017, luego llamado Unidad Ciudadana tras la ruptura (temporal) con el Partido Justicialista y desde 2019 Frente de Todos tras la nueva unión entre ambas partes. 
María es una referente del kirchnerismo en su provincia sin formar parte de un partido con peso provincial. Fue elegida en su cargo tras la victoria de su lista en las elecciones de 2015, con el 66% de los votos, estando posicionada en el segundo lugar de la misma detrás el ex gobernador de Misiones Maurice Closs, luego de que su partido, el FpV, se aliara para dichas elecciones con el Frente Renovador de la Concordia Social (FRCS), por primera vez desde 2003.
En 2017 en un acto de protesta le entregó un paquete de yerba mate al entonces Presidente, Mauricio Macri, en la apertura de las Sesiones Ordinarias del Congreso, en protesta por la situación económica del sector en su provincia. Refieriendose posteriormente en Radio Libertad: "Si está todo bien, ¿por qué mañana están los pequeños productores y los tareferos de Misiones haciendo el reclamo? Entonces le dijimos: Señor Presidente: usted está mintiendo, y le entregamos una bolsita de las que ellos trajeron con muchos sacrificio".
En 2019, Julia Perié, referente de Unidad Ciudadana en la provincia, anunció que estaban trabajando para que Brítez fuera candidata a gobernadora por el espacio.
Sin embargo esto no prosperó, el espacio no presentó candidato a gobernador de Misiones en 2019 (ni apoyó oficialmente a ninguna lista) y finalmente Brítez fue candidata a renovar su cargo como Diputada Nacional.  Fue reelecta encabezando la lista ganadora del Frente de Todos, formado ese año con el regreso del kirchnerismo al partido justicialista, apoyando al binomio Fernández-Fernández.
En las elecciones generales de Argentina del 27 de octubre de 2019, María logró vencer al oficialismo provincial del Frente Renovador de la Concordia Social (FRCS) por primera vez desde su creación en 2003, con el 35% de los votos, sobre el 34% de Juntos por el Cambio y el 29% del FRCS.
Con este resultado, el Frente de Todos logró dos bancas de diputados nacionales por Misiones, María (que pudo renovar su cargo) y Héctor "Cacho" Bárbaro. También entraron Alfredo Schiavoni de Juntos por el Cambio (aliado al entonces presidente Mauricio Macri) y Daniel Sartori por el FRCS.
El gobernador de la provincia Hugo Passalacqua reconoció la derrota y sostuvo que "primó la elección presidencial", pues Misiones había adelantado sus elecciones a junio y por lo tanto en octubre no estuvo en juego el cargo de gobernador de la provincia. Además, los precandidatos a diputados nacionales por el Frente Renovador no apoyaron formalmente a ningún precandidato a Presidente de la Nación, entonces tenían "boleta corta". Así, quienes quisieran votar al Frente Renovador para las elecciones legislativas deberían "cortar boleta" para deseaban votar también en las elecciones a Presidente de la Nación. Según Passalacqua, la gente estuvo más interesada en las elecciones presidenciales y por eso muchos votos que habían sido antes del FRCS se trasladen a María por estar en la misma boleta que Alberto, quien obtuvo el 57% de los votos de Misiones para las presidenciales.
Finalmente, en 2023 culminó su periodo como Diputada Nacional habiendo presentado 39 proyectos en total entre 2015 y 2023.